# Piazza Mii StreetPass
Piazza Mii StreetPass è un'applicazione preinstallata della console Nintendo 3DS dove i giocatori possono ospitare altri Mii incontrati tramite la funzione StreetPass o con la comunicazione Wireless, i quali possono essere utilizzati in semplici giochi come Libera Mii, Libera Mii II e Pazzi per i pezzi.

## Collezionare Mii
I Mii entrano nella piazza Mii quando il possessore della console incontra tramite StreetPass un'altra console, quando si incontrano Mii giocando online in giochi come per esempio Mario Kart 7 o Mario Tennis Open, tramite la comunicazione Wireless o inviandoli dal Centro di Creazione Mii.

## Funzioni Piazza Mii StreetPass
- Vedi Mii: Vengono visualizzati i Mii incontrati vedendo il loro profilo o il loro ultimo software usato e si può anche salvarli nel Centro di creazione Mii o cancellarli definitivamente.
- Impostazioni: Qui si può decidere se usare la funzione StreetPass, se usare la funzione SpotPass e se invitare o meno nella Piazza i Mii incontrati in altri software.
- Impostazioni del proprio Mii: Il giocatore può decidere di vedere il profilo del proprio Mii, se cambiarlo, se cambiargli i copricapi ottenuti nei giochi, se modificargli il saluto o modificargli il profilo indicando cosa piace e il sogno nel cassetto.
- Aggiornamento: Consente di aggiornare la Piazza Mii StreetPass, consente una connessione internet.
- Mappa StreetPass: Il giocatore visualizza le zone in cui ha incontrato dei Mii.
- Imprese: Qui sono elencate delle imprese che il giocatore deve cercare di completare.
- Jukebox: Qui il giocatore può riascoltare le tracce e le musiche già ascoltate nel corso dei giochi e nella piazza.
- Slideshow: Il giocatore può visualizzare le statuette 3D dei puzzle finiti in Pazzi per i pezzi.
- Gioca: Si usano i Mii collezionati tramite StreetPass nei giochi.

## Libera Mii
Libera Mii è un gioco contenuto nell'applicazione preinstallata del Nintendo 3DS Piazza Mii StreetPass dove con i Mii incontrati tramite StreetPass o ingaggiati con le monete di gioco si deve salvare il Re rapito da dei fantasmi.
Per salvarlo il giocatore deve combattere attraverso dei Mii, che salgono di livello per quante volte si incontrano fino a un livello massimo di 7, i nemici che consistono in dei fantasmi di vari colori (bianco, blu, rosso) e in fantasmi corazzati. Per combatterli il giocatore può scegliere fra due modalità di attacco: Spada, che infligge danni per un massimo di tre volte aumentando insieme al livello del Mii e Magia che cambia a seconda del colore della maglia del Mii. A ogni livello finito si può sbloccare un copricapo da poter far indossare poi al proprio Avatar e una volta sbloccati tutti, dopo l'aggiornamento del 7 dicembre 2011, si sblocca Libera Mii II.
In Libera Mii II il giocatore deve avventurarsi in un'avventura simile a quella precedente ma più difficile dovendo liberare non più solo il re ma anche i suoi figli: il principe e la principessa. Qui compaiono anche molti altri nemici oltre ai fantasmi e per combatterli si possono scegliere altre modalità di attacco oltre alla spada e alla magia, come le pozioni e gli attacchi combinati fra vari eroi. La mappa presenta anche diverse strade multiple e il giocatore deve scegliere che strada prendere e, oltre ai Mii incontrati tramite StreetPass, con le monete di gioco si possono ingaggiare i vecchi alleati di Libera Mii. Alla fine di ogni livello si sbloccano, come nel precedente gioco, dei vari copricapi.
Una volta finita la storia di Libera Mii II il giocatore potrà accedere alla Missione Segreta una sua versione più difficile e con più percorsi.

## Pazzi per i pezzi
Pazzi per i pezzi è un altro gioco contenuto nell'applicazione preinstallata del Nintendo 3DS Piazza Mii StreetPass dove bisogna cimentarsi nel finire dei puzzle raffiguranti giochi o personaggi Nintendo. Per ottenere i pezzi il giocatore deve comprarli con le monete di gioco o riceverli grazie ad altre persone incontrate tramite StreetPass. Una volta finito, il puzzle viene visualizzato come un'immagine in 3D. Dopo l'aggiornamento del 7 dicembre 2011 sono stati resi disponibili nuovi puzzle che comprendono dei pezzi rosa al centro, ottenibili solo tramite gli incontri StreetPass e non con le monete di gioco. Ci sono un totale di 32 puzzle, per un totale di 1025 pezzi.
I puzzle disponibili sono (Nelle parentesi indicano il numero dei pezzi di ciascun puzzle):
- Mario & Bowser (15 pezzi)
- The Legend of Zelda (basato su The Legend of Zelda: Twilight Princess) (15 pezzi)
- Super Mario Galaxy 2 (15 pezzi)
- Kirby (15 pezzi)
- Pikmin (15 pezzi)
- New Super Mario Bros. Wii (15 pezzi)
- Metroid: Other M (15 pezzi)
- The Legend of Zelda: Ocarina of Time 3D (24 pezzi)
- Star Fox 64 3D (24 pezzi)
- Super Mario 3D Land (40 pezzi)
- Mario Kart 7 (40 pezzi)
- Beat the Beat: Rhythm Paradise (24 pezzi)
- Donkey Kong Country Returns (24 pezzi)
- Pilotwings Resort (24 pezzi)
- Kid Icarus: Uprising (40 pezzi)
- Mario Tennis Open (40 pezzi)
- Fire Emblem: Awakening (40 pezzi)
- 20º anniversario di Kirby (40 pezzi)
- New Super Mario Bros. 2 (40 pezzi)
- Kirby's Adventure Wii (40 pezzi)
- Animal Crossing: New Leaf (40 pezzi)
- Luigi's Mansion 2 (40 pezzi)
- Dillon's Rolling Western: The Last Ranger (40 pezzi)
- Eroine (puzzle che raffigura alcuni personaggi femminili di Nintendo, tra cui Peach, Zelda e Rosalinda) (40 pezzi)
- Xenoblade Chronicles (40 pezzi)
- The Legend of Zelda: Skyward Sword (40 pezzi)
- New Super Mario Bros. U + New Super Luigi U (40 pezzi)
- Mario & Luigi: Dream Team Bros. (40 pezzi)
- Pokémon X e Pokémon Y (40 pezzi)
- Kirby: Triple Deluxe (40 pezzi)
- Super Mario 3D World (40 pezzi)
- Yoshi's New Island (40 pezzi)